# Diospirina
La diospirina (o 2,61–bis–7–metiljuglone o bi-nafto chinone) è un dimero asimmetrico del 7–metiljuglone.
La diospirina è un derivato dell'1-4 naftochinone e si forma a partire dalla  plumbagina e dal
p-idrossi derivato del 7-metil-juglone (i quali sono composti naftochinonici), mediante reazioni di sostituzione e riduzione.
In natura si trova nella specie vegetale Diospyros chloroxylon (genere Diospyros), della famiglia della Ebenaceae.
Forma cristalli cubici di colore rosso-arancio, e presenta punto di fusione a 258 ºC.